# Bitterkrassing
Bitterkrassing (Lepidium latifolium) är en växtart i familjen korsblommiga växter. 
Blomman är vit.